# 14. World Scout Jamboree 1975
Das 14. World Scout Jamboree (Weltpfadfindertreffen) fand vom 29. Juli bis zum 7. August 1975 in der Nähe der Stadt Lillehammer, Norwegen statt. Teilnehmer waren über 17.000 Pfadfinder aus über 90 Nationen. Gastgeber waren die fünf skandinavischen Nationen Norwegen, Schweden, Finnland, Dänemark und Island. Das Jamboree wurde auch als Nordjamb-75 bezeichnet.

## Motto

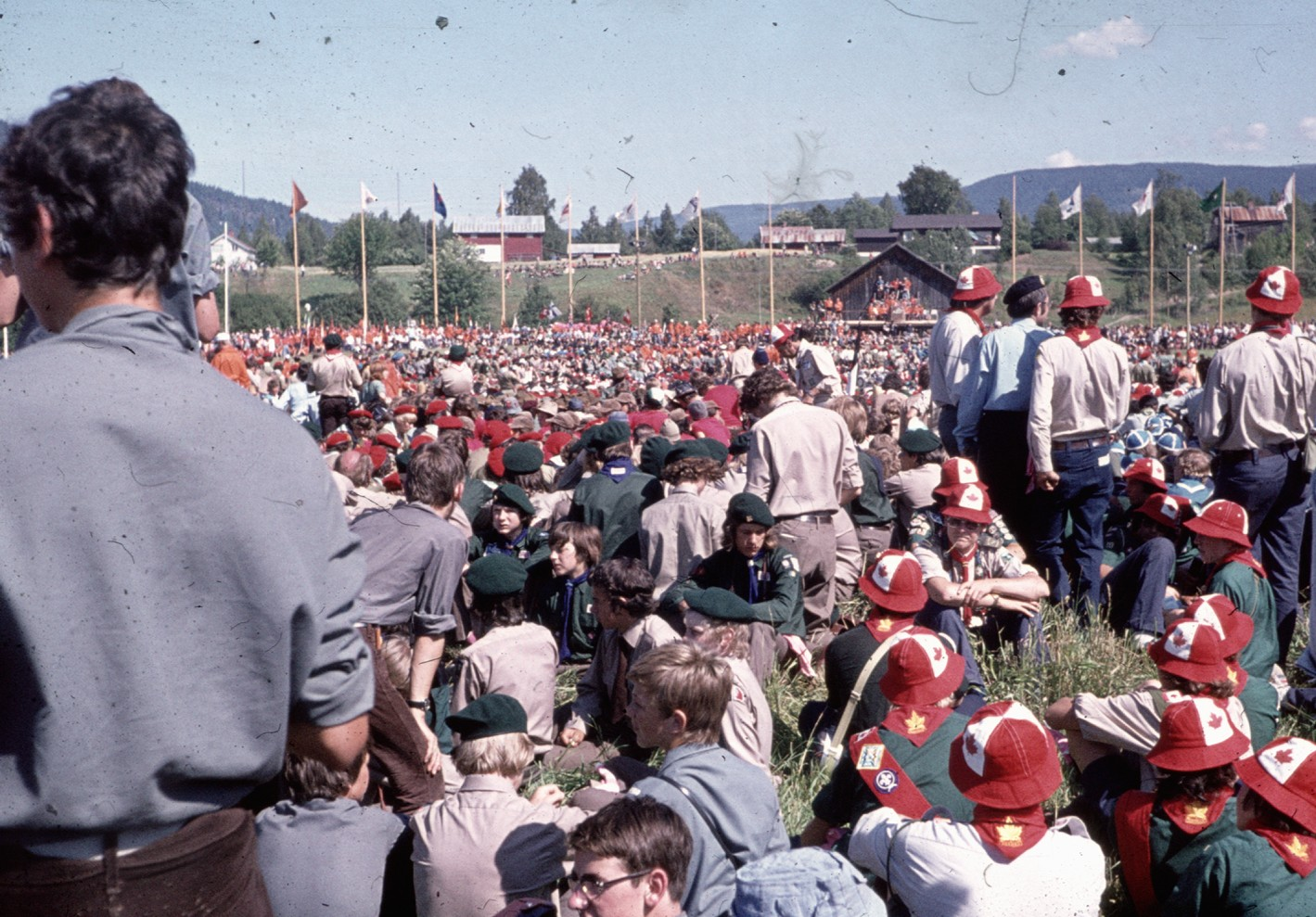
Eröffnungsfeier

Das Lagermotto lautete: Five Fingers - one Hand.
Dieses Motto stand symbolhaft für:
- fünf Finger getrennt sind klein und schwach, zusammen bilden sie eine effiziente und starke Einheit, die Hand
- Pfadfinder aus fünf Kontinenten treffen sich
- die fünf gastgebenden nordischen Nationen

## Lager

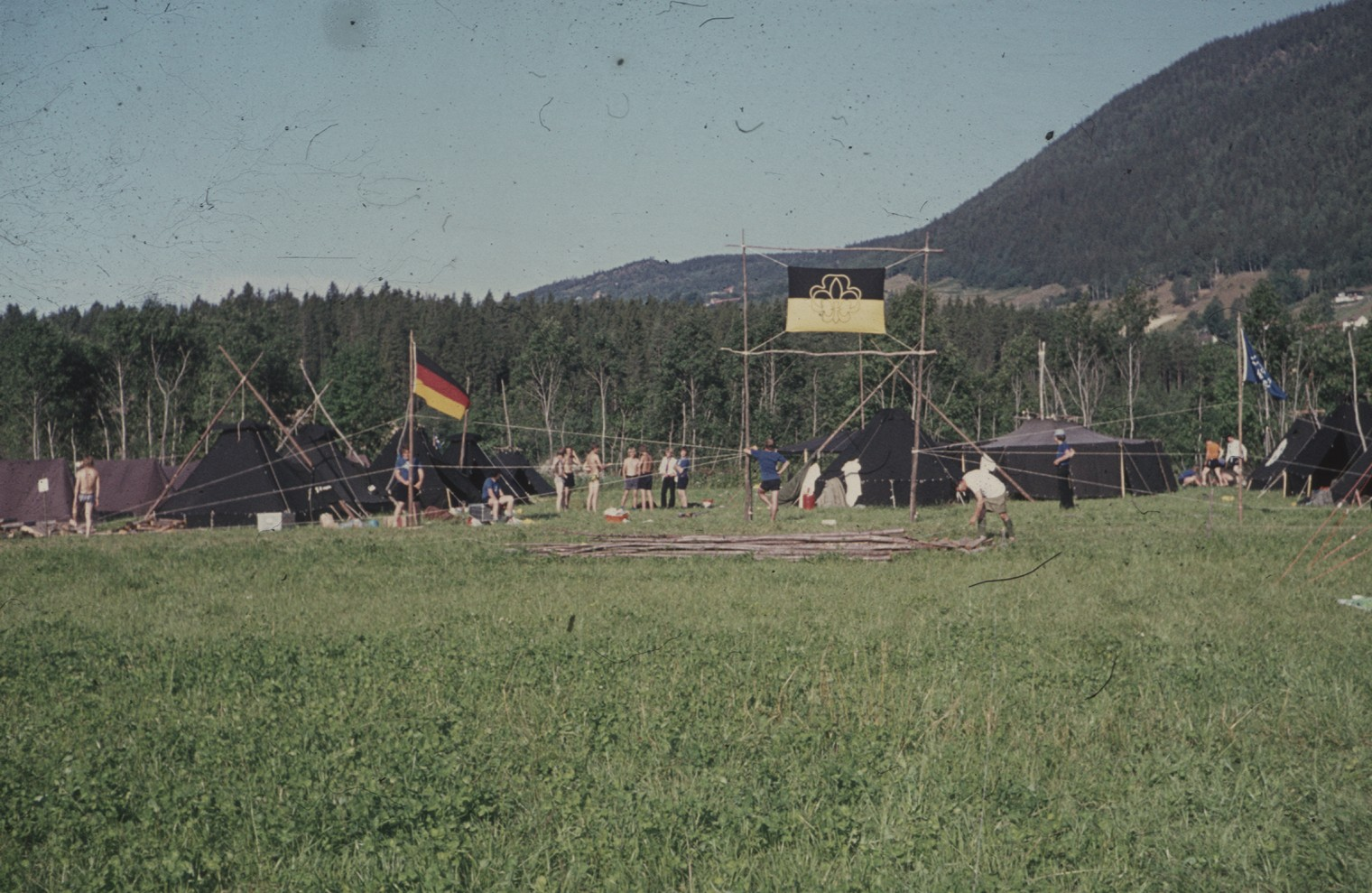
Lagerplatz des VCP Württemberg

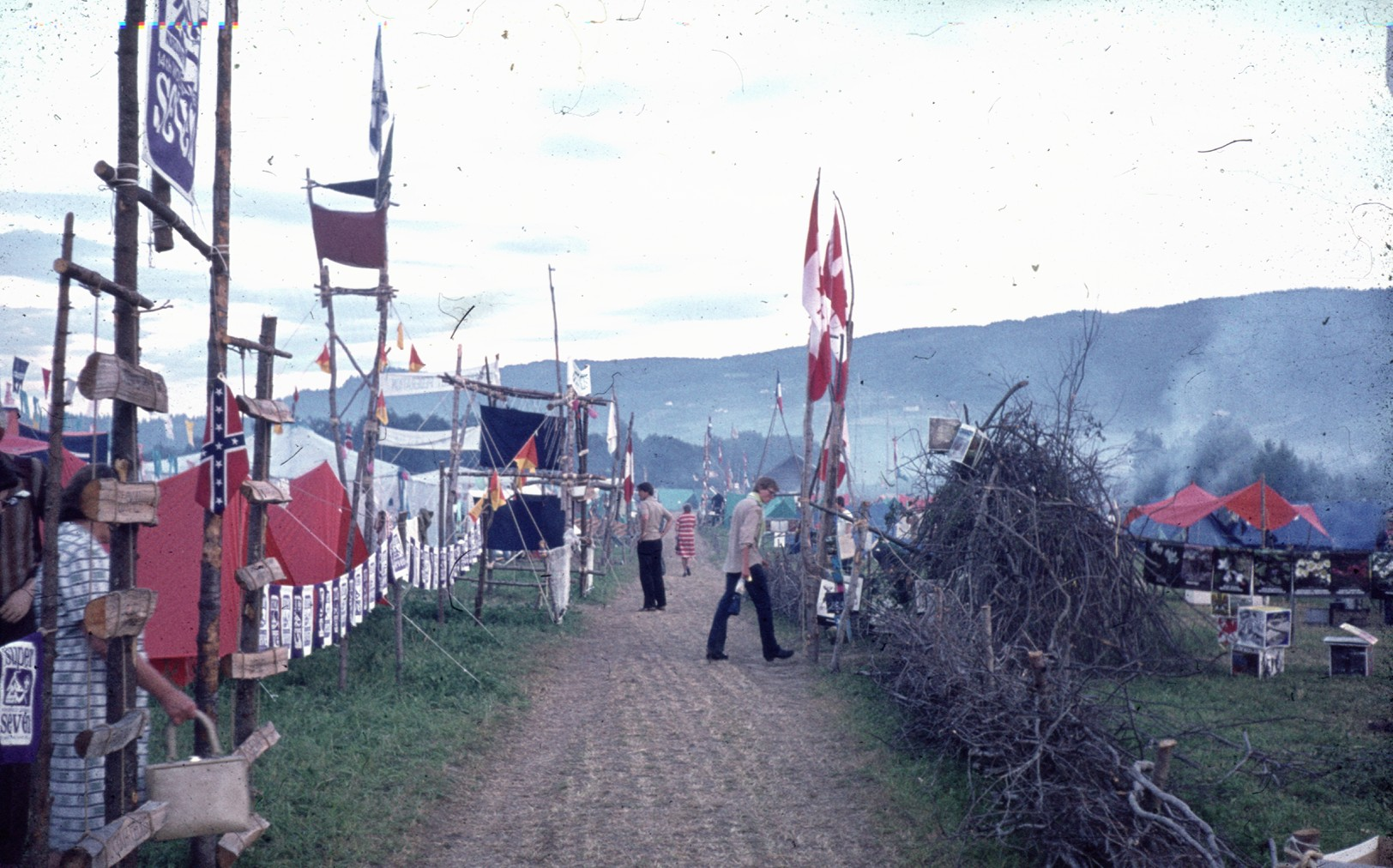
Lagerstraße

Das Lager fand statt auf einem Gelände direkt am Fluss Lågen im Gudbrandstal, wo dieser in den Mjøsa-See mündet, ca. 20 km von Lillehammer entfernt. Es war aufgeteilt in einen zentralen Bereich und zehn Subcamps:
| Nummer | Name       | benannt nach                                        |
| ------ | ---------- | --------------------------------------------------- |
| 1      | Siljan     | schwedischer See in der Provinz Dalarna             |
| 2      | Teno       | Fluss in Lappland                                   |
| 3      | Nordkapp   | Kap in Norwegen                                     |
| 4      | Trelleborg | ehemalige Wikingersiedlung                          |
| 5      | Hekla      | Vulkan in Island                                    |
| 6      | Skane      | südlichste Provinz in Schweden                      |
| 7      | Jurmo      | Inselarchipel vor Finnland                          |
| 8      | Dovre      | Gebirge in Zentralnorwegen                          |
| 9      | Sarek      | Gebirgsregion in Nordschweden                       |
| 10     | Lillebelt  | Wasserstraße zwischen Jütland und Fünen in Dänemark |

## Programm
Neben den allgemeinen Programmpunkten (Eröffnung, Schlussfeier) wurden die folgenden Aktivitäten angeboten:
- Physical Activities (Sport)
- Water Activities (Wassersport)
- The North Trail (Lagertechnik)

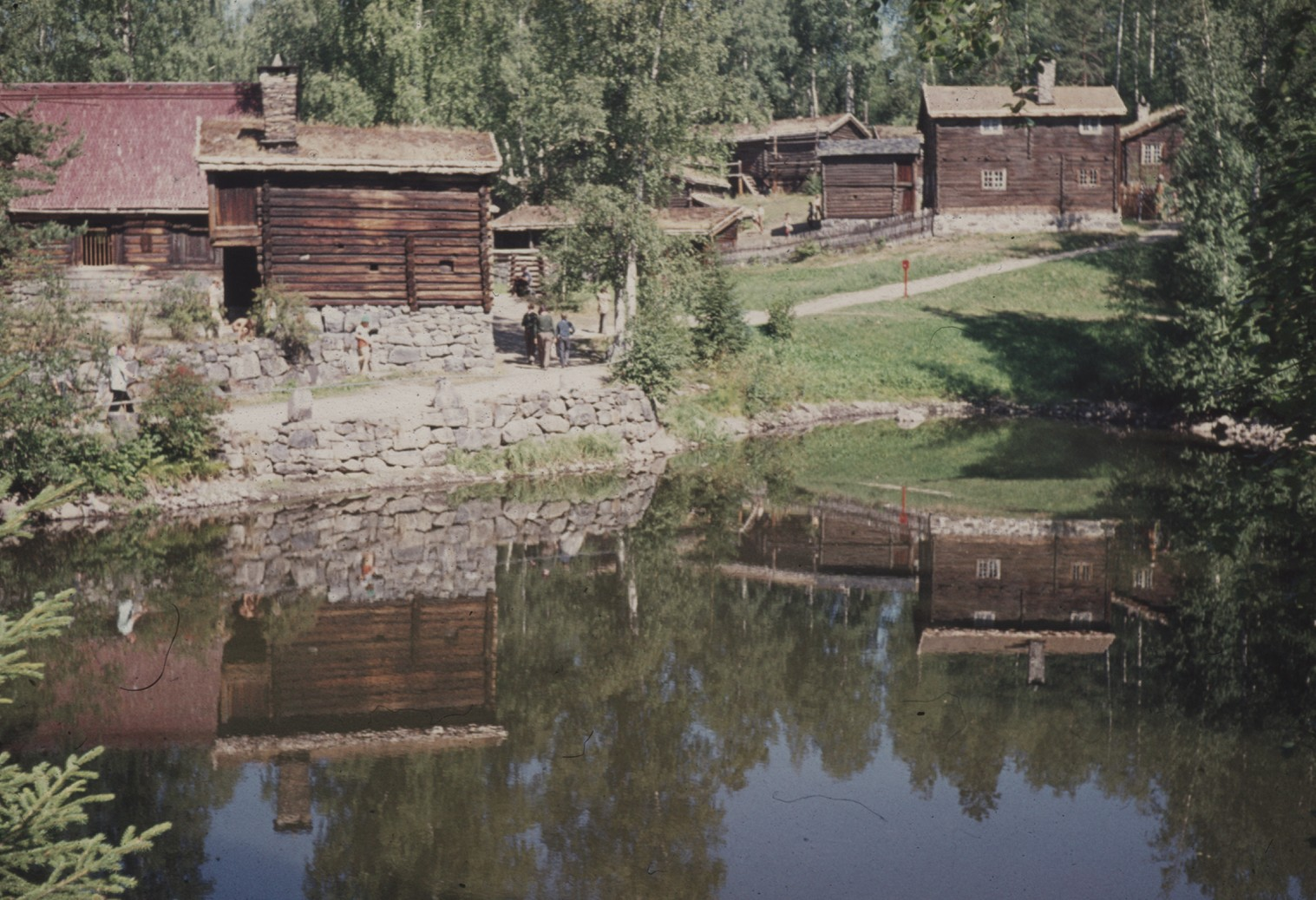
Freilichtmuseum Maihaugen in Lillehammer

- Nature and Conservation (Umweltschutz)
- Handicraft (Handwerkliche Aktivitäten)
- Maihaugen (Besuch des Freilichtmuseums Maihaugen in Lillehammer).
- Nordic Culture and Democracy (Nordische Kultur und Politik)
- Modern Technology (u. a. Meteorologie, Chemie, Energie, Amateurfunk)
- Hike (zweitägige Wanderung)

Am 2. August 1975 fand das sogenannte Jamboree Country Fair statt, zu dem als Lagerwährung Nord Crowns ausgegeben wurden.